# ジョン・アスピンウォール・ルーズベルト

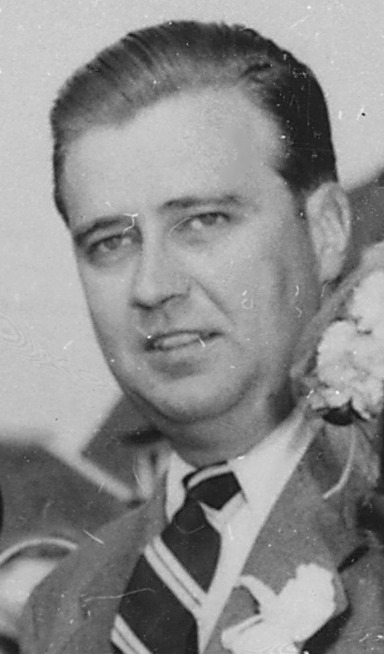
1950年のルーズベルト

ジョン・アスピンウォール・ルーズベルト2世（John Aspinwall Roosevelt II, 1916年3月13日 - 1981年4月27日）は、アメリカ合衆国の実業家。

## 生い立ち
フランクリン・ルーズベルトとエレノア・ルーズベルトの末子である。姉アンナ・ルーズベルト・ハルステッド (Anna Roosevelt Halsted) 、兄ジェームズ・ルーズベルト、エリオット・ルーズベルト、フランクリン・デラノ・ルーズベルト・ジュニアがいた。ニューヨークのハイドパークの邸宅で育ち、グロトン校 (Groton School) に通った。
父親によく似ており、兄ジェームズも「末の弟が一番父似だ、そして最も思慮深く、手際がよい」と書いている。
急性灰白髄炎に苦しんだ兄フランクリンのため、母がフランクリンと共にヨーロッパのジュニアキャンプへ行かせた。1937年、酔っ払いのけんかに巻き込まれ、カンヌ市長への攻撃は世界中で話題となった。
ジョンの戦前の活動を、伝記作家はこう指摘する。
「彼がハーバードの3年生の時、父親は彼を夏の間テネシー川流域開発公社のテネシーの森でアルバイトさせた。この経験の終わりに、彼の指導員は彼の母親に「ジョンは激務や個人的成功よりもコネやつながりで前進したいようです」と手紙を書かざるを得なかった。しかし、ほとんどの伝記作家は、この判断は実際には他の息子の方がはるかにふさわしいということで一致している。
第二次世界大戦の前夜、良心的兵役拒否をすると発表した。しかし家族の説得により、最終的には海軍に入隊した。

## 経歴
ハーバード大学卒業後、1941年のアメリカの第二次世界大戦参戦までボストンのファイリーンズ・デパート (Filene's) で働いた。1941年から1946年まで米国海軍に務めた。ジェームズ・ルーズベルトは「ジョンは我々の中で唯一、戦争下で戦闘部隊を率いる機会がなかった。海軍補給隊 (Navy Supply Corps) の大尉に任命されたが、彼は自分を陸上から会場の仕事に配置転換するよう父を説得した。彼は交戦地帯で空母USSワスプに搭乗したが、彼の乗る戦艦が撃たれたときの行動により、ブロンズスターメダルを授与され少佐に昇進した。」と語っている。
戦後、グレーソン&ロバートソンのロサンゼルス店の地域販売マネージャーとして修業を積んだ。 1953年、ビバリーヒルズ金融会社共同経営者となるも、ハイドパークに居を構えるため、すぐに辞職した。
兄弟とは違って、ジョンはルーズベルト家の一員としてではなく、自分で働いて稼ごうとした。しかし、ジョンのデパートはルーズベルト家と懇意で、1940年代に多額の資金援助を行ったウォルター・キルシュナーの影響下にあった。また、特にキューバで1952年にフルヘンシオ・バティスタ政権成立後、兄エリオットといくつかの企業経営に関与した。
ハイチ大統領フランソワ・デュヴァリエのアメリカにおける代理人となり、その就任式にも参列した。1958年までに、ハイチが「広報活動コンサルタントのため1年間15万ドルでルーズベルト、サマーズおよびハミルトンのP.R.会社を雇った」と報告されている。
政治には関わらず、ボーイスカウトアメリカ連盟のグレーターニューヨーク協議会、アイゼンハワー為替フェローシップ (Eisenhower Fellowships) 、ルーズベルト大学 (Roosevelt University) 、ニューヨーク州立大学、アメリカ合衆国上院国土安全保障および国政委員会 (United States Senate Committee on Homeland Security and Governmental Affairs) など多くの組織、委員会で委員を務めた。
早い時期から共和党寄りだったが、父の死まで意図的に政治に無関心な姿勢を保った。1947年、共和党に所属を変更し、母は妻の父が共和党を支持するボストンの銀行家であるため、妻の家族から支持を獲得しようとしていると解釈した。1952年、大統領選挙でジョンはドワイト・D・アイゼンハワーを積極的に支援し、母も同様に民主党のアドレー・スティーブンソンを強く支持した。ジョンはまた民主党や母から盟友のカリフォルニア州上院議員リチャード・ニクソンを擁護し、家族の摩擦を引き起こした。
ジョンと家族が同年、ヴァルキルのエレノア・ルーズベルトの家の隣に移動すると、兄エリオットとの緊張状態が悪化した。エリオットは、ジョン到着直後に引っ越した。ハイドパークの資産を取得した。

## ウラン権益
冷戦の激化により、アメリカ原子力委員会は核兵器の生産のためにウラン資源の入手に必死となり、ジョンはスタンダード・ウラニウム (Standard Uranium Company) の役員、取締役に就任した。同社は最初の、そして最も成功した上場ウラン企業となり、証券取引委員会初期の1954年に登録され、すぐにフロイド・オドラムから多額の投資を集めた。それに触発され、兄エリオットもウラン会社を起業したが、鉱石市場は1950年代後半に崩壊し、頓挫した。 　
サンフランシスコホテル業界の大物（で民主党の資金調達者）であったベンジャミン・スウィッグの公認伝記によると、スウィッグ、ルーズベルト、ルイス・B・メイヤーは提携し、ユタ州南部のウランへの投資をしていた。

## 後年
1956年、投資会社バチェ (Bache and Company) でコンサルティングを開始し、1967年に入社、1980年に副社長として引退した。バチェでトラック運転手組合 (Teamsters Union) の年金基金を管理し、ジミー・ホッファとはホッファが投獄されるまで友人であった。
ジョンは父が設立した小児麻痺のための国家基金 (March of Dimes) の資金調達者、ボーイスカウトアメリカ連盟ニューヨーク協議会の執行委員会、ニューヨーク州立大学管財人を務めた。
母の死から3年経たないうちに、ジョンは離婚、再婚した。1970年、ヴァル・キルの財産を売却し、2番目の妻とタキシードに住んだ。1981年に心不全で死亡した。

## 個人生活
ミドルネームは曾祖母メアリー・レベッカ・アスピンウォールの姓から採られた。
1938年6月18日、マサチューセッツ州でアン・リンゼイ・クラーク（1916年 - 1973年）と結婚した。息子ヘブン・クラーク・ルーズベルトと3人の娘、アン・スタージス「ニーナ」・ルーズベルト（1942年生）、サラ・デラノ「サリー」・ルーズベルト（1946年生; 1960年に乗馬事故で死亡）、ジョアン・リンゼイ・ルーズベルト（1952年 - 1997年）を儲けた。
1965年に離婚し、アンはスペインのマヨルカ島に引っ越し、エリオット・ルーズベルトの離婚した3番目の妻フェイ・エマーソンと同居した。同年、ジョンはアイリーン・ボイド・マカルピン（1931年3月8日 - ）と結婚した。